# Вила Сан Микеле (Изернија)
Вила Сан Микеле је насеље у Италији у округу Изернија, региону Молизе.
Према процени из 2011. у насељу је живело 224 становника. Насеље се налази на надморској висини од 920 м.